# SHFV-Pokal 2023/24 (Frauen)
Der SHFV-Pokal 2023/24 war die 48. Austragung des schleswig-holsteinischen Verbandspokals der Frauen im Amateurfußball. Als Titelverteidiger trat Holstein Kiel an. Die Siegermannschaft qualifizierte sich für den DFB-Pokal 2024/25.

## Spielmodus
Bei einem unentschiedenen Spielstand nach regulären 90 Minuten kommt es nach Beschluss der 4. Präsidiumssitzung des SHFV am 28. Juni 2023 nicht mehr zu einer zwei mal 15-minütigen Verlängerung, sondern direkt im Anschluss an die 90 Minuten zu einem Elfmeterschießen. Eine Verlängerung ist lediglich noch für das Finale vorgesehen.

## Teilnehmende Mannschaften
Für den SHFV-Pokal qualifizierten sich alle Mannschaften, die in der Saison 2022/23 in der Regionalliga Nord gespielt haben. Zusätzlich qualifizieren sich die Gewinner der einzelnen Kreispokale der Vorsaison sowie der Gewinner (oder die bestplatzierte noch nicht qualifizierte Mannschaft) des Meister-Pokals. Sollten nach Anwendung dieser Kriterien keine 16 Mannschaften zusammenkommen, qualifizieren sich zusätzlich die Finalisten der Kreispokale.
Folgende Mannschaften waren für den SHFV-Pokal 2023/24 qualifiziert (in der Klammer ist die Ligenzugehörigkeit in dieser Spielzeit angegeben):
| Vereine der Regionalliga Nord 2022/23 - Holstein Kiel (III) - SV Henstedt-Ulzburg (III) | Kreispokalsieger 2022/23 - Herzogtum Lauenburg: SV Grün-Weiß Siebenbäumen (VI) - Holstein (Neumünster, Plön): SV Boostedt (V) - Kiel - Sieger: Kieler MTV (IV) - Finalist: SSG Rot-Schwarz Kiel (IV) - Lübeck: TSV Siems (IV) - Nord (Nordfriesland und Schleswig-Flensburg inkl. Flensburg) - Sieger: SV Frisia 03 Risum-Lindholm (IV) - Finalist: TSV Rot-Weiß Niebüll (VII) - Ostholstein: SG Ostholstein RL (V) - Rendsburg-Eckernförde: FFC Audorf/Felde (IV) - Segeberg: SV Wahlstedt (IV) (Halbfinalist) - Stormarn: SSC Hagen Ahrensburg (IV) - Westküste (Dithmarschen, Steinburg) - Sieger: Merkur Hademarschen (IV) - Finalist: VfR Horst (V) | Meister der Meister 2022/23 - Finalist SG Neudorf-B./Osdorf (V) |

| Ligaebene in Klammern: III = Regionalliga Nord • IV = Oberliga Schleswig-Holstein • V = Landesligen • VI = Kreisligen • VII = Kreisklasse A |

## Achtelfinale
Die Auslosung der Achtelfinalpartien wurde am 14. Juni 2023 bekanntgegeben. Die Spiele fanden am 5. und 6. August 2023 statt.
| Datum                 |                                | Ergebnis              |                                  |
| --------------------- | ------------------------------ | --------------------- | -------------------------------- |
| 05.08.2023, 14:00 Uhr | TSV Siems (IV)                 | 5:0 (1:0)             | SSG Rot-Schwarz Kiel (IV)        |
| 05.08.2023, 15:00 Uhr | SG Ostholstein RL (V)          | 0:14 (0:4)            | Kieler MTV (IV)                  |
| 05.08.2023, 18:00 Uhr | VfR Horst (V)                  | 0:1 (0:1)             | FFC Audorf/Felde (IV)            |
| 06.08.2023, 11:00 Uhr | SV Grün-Weiß Siebenbäumen (VI) | Ausfall 1             | Merkur Hademarschen (IV)         |
| 06.08.2023, 13:00 Uhr | SV Wahlstedt (IV)              | 1:1 (1:0) (5:4 i. E.) | SV Frisia 03 Risum-Lindholm (IV) |
| 06.08.2023, 14:00 Uhr | SV Boostedt (V)                | 5:2 (1:1)             | SG Neudorf-B./Osdorf (V)         |
| 06.08.2023, 16:00 Uhr | TSV Rot-Weiß Niebüll (VII)     | 0:22 (0:9)            | Holstein Kiel (III)              |
| 06.08.2023, 17:00 Uhr | SSC Hagen Ahrensburg (IV)      | 1:5 (0:3)             | SV Henstedt-Ulzburg (III)        |

## Viertelfinale
Die acht Sieger des Achtelfinals spielten in dieser Runde die vier Halbfinalisten aus. Die Spiele fanden zwischen dem 13. August und 1. Oktober 2023 statt.
| Datum                 |                          | Ergebnis   |                           |
| --------------------- | ------------------------ | ---------- | ------------------------- |
| 13.08.2023, 14:00 Uhr | SV Boostedt (V)          | 1:12 (1:7) | Kieler MTV (IV)           |
| 10.09.2023, 17:00 Uhr | SV Wahlstedt (IV)        | 0:5 (0:2)  | TSV Siems (IV)            |
| 13.09.2023, 19:00 Uhr | Merkur Hademarschen (IV) | 1:6 (0:2)  | Holstein Kiel (III)       |
| 01.10.2023, 14:00 Uhr | FFC Audorf/Felde (IV)    | 0:7 (0:4)  | SV Henstedt-Ulzburg (III) |

## Halbfinale
Die vier Sieger des Viertelfinals spielten in dieser Runde die beiden Finalisten aus. Die Spiele fanden am 31. Oktober 2023 statt.
| Datum                 |                     | Ergebnis   |                           |
| --------------------- | ------------------- | ---------- | ------------------------- |
| 31.10.2023, 14:00 Uhr | Holstein Kiel (III) | 2:3 (1:1)  | Kieler MTV (IV)           |
| 31.10.2023, 16:00 Uhr | TSV Siems (IV)      | 1:10 (1:1) | SV Henstedt-Ulzburg (III) |

## Finale
Die beiden Sieger des Halbfinals spielten im Endspiel den Pokalsieger aus. Austragungsort war das Eiderstadion in Büdelsdorf.
| Datum                 |                 | Ergebnis              |                           |
| --------------------- | --------------- | --------------------- | ------------------------- |
| 08.05.2024, 19:00 Uhr | Kieler MTV (IV) | 1:1 (0:0) (6:5 i. E.) | SV Henstedt-Ulzburg (III) |